# شکوپاو
شکوپاو (به آلمانی: Schkopau) یک شهر در آلمان است که در زالهکرایس واقع شده‌است. شکوپاو ۱۱٬۰۴۱ نفر جمعیت دارد.